# 17 febbraio
Il 17 febbraio è il 48º giorno del calendario gregoriano. Mancano 317 giorni alla fine dell'anno (318 negli anni bisestili).

## Eventi
- 1390 - Diventa imperatore bizantino Manuele II Paleologo
- 1448 - Concordato di Vienna fra Federico III d'Asburgo e papa Niccolò V; resterà in vigore fino al 1806
- 1600 - Giordano Bruno con la lingua in giova – serrata da una mordacchia perché non possa parlare – viene condotto in piazza Campo de' Fiori, denudato, legato a un palo e arso vivo
- 1621 - Miles Standish viene nominato come primo comandante della Colonia di Plymouth
- 1653 - Nasce a Fusignano il violinista e compositore Arcangelo Corelli
- 1801 - Thomas Jefferson viene eletto presidente degli Stati Uniti e Aaron Burr vicepresidente, dopo che il pareggio ottenuto alle elezioni viene risolto dalla Camera dei rappresentanti
- 1820 - La Camera dei rappresentanti degli Stati Uniti d'America promulga il Compromesso del Missouri
- 1848 - Carlo Alberto con le lettere patenti riconosce ai Valdesi diritti civili e politici
- 1854 - Il Regno Unito riconosce l'indipendenza dello Stato Libero dell'Orange
- 1865 - Guerra civile americana: Columbia (Carolina del Sud) brucia mentre le truppe confederate fuggono davanti all'avanzata delle truppe unioniste
- 1867 - La prima nave attraversa il Canale di Suez
- 1933
  - Il Blaine Act pone fine al proibizionismo negli Stati Uniti
  - Il periodico Newsweek viene pubblicato per la prima volta
- 1944 - Seconda guerra mondiale: inizia la battaglia dell'Atollo Eniwetok, finirà con una vittoria statunitense il 22 febbraio
- 1947 - Voice of America inizia le trasmissioni radio di propaganda verso l'Unione Sovietica
- 1952 - Oslo: durante i VI Giochi olimpici invernali Giuliana Minuzzo è la prima italiana a vincere una medaglia (bronzo nella discesa libera) nella storia dei Giochi olimpici invernali
- 1965 - Programma Ranger: il Ranger 8 viene lanciato verso la Luna per scattare le prime fotografie ad alta risoluzione della regione nota come Mare Tranquillitatis; questa zona del satellite verrà quindi scelta come punto di allunaggio dell'Apollo 11
- 1968 - A Springfield (Massachusetts) apre il Naismith Memorial Basketball Hall of Fame
- 1972 - Le vendite del Volkswagen Maggiolino superano quelle della Ford Modello T
- 1977 – Luciano Lama viene violentemente contestato all'università di Roma da giovani aderenti a posizioni extraparlamentari.
- 1979 - La Cina invade il Vietnam
- 1980 - Prima ascensione invernale dell'Everest (Leszek Cichy e Krzysztof Wielicki)
- 1984 - Prima mondiale di C'era una volta in America di Sergio Leone in Canada
- 1990 - Istituita la Festa del gatto
- 1992
  - Una corte di Milwaukee (Wisconsin) condanna all'ergastolo il serial killer Jeffrey Dahmer
  - A Milano il socialista Mario Chiesa, presidente del Pio Albergo Trivulzio, viene arrestato dopo aver incassato una tangente di sette milioni di lire da un'impresa di pulizia in cambio della concessione di un appalto: comincia l'inchiesta Mani pulite
- 1996 - A Filadelfia (Pennsylvania), il campione del mondo di scacchi Garri Kasparov batte il supercomputer IBM Deep Blue
- 2005 - L'Università di Bologna conferisce una laurea honoris causa in ingegneria aerospaziale a Ermanno Bazzocchi, padre dei jet d'addestramento Aermacchi MB-326 e Aermacchi MB-339
- 2008 - Il governo provvisorio del Kosovo proclama unilateralmente la propria indipendenza dalla Serbia, dando vita alla Repubblica del Kosovo
- 2009 - Walter Veltroni si dimette dalla carica di segretario del Partito Democratico
- 2011 - La "giornata della collera" dà il via alle sommosse popolari in Libia contro il regime di Mu'ammar Gheddafi

## Nati
Ci sono circa 1 210 voci su persone nate il 17 febbraio; vedi la pagina Nati il 17 febbraio per un elenco descrittivo o la categoria Nati il 17 febbraio per un indice alfabetico.

## Morti
Ci sono circa 560 voci su persone morte il 17 febbraio; vedi la pagina Morti il 17 febbraio per un elenco descrittivo o la categoria Morti il 17 febbraio per un indice alfabetico.

## Feste e ricorrenze

### Civili
Internazionali:
- Festa dei Valdesi per la concessione delle lettere patenti, con cui Carlo Alberto di Savoia nel 1848 concesse ai Valdesi i diritti civili (Festa dell'Emancipazione)

### Nazionali
- Kosovo - Giorno dell'indipendenza del Kosovo
- Italia - Festa del gatto

### Religiose
Cristianesimo:
- Sette santi fondatori dell'Ordine dei Servi di Maria
- San Benedetto di Dolia, vescovo
- San Bonoso di Treviri, vescovo
- San Costabile Gentilcore, abate
- Sant'Evermodo di Ratzeburg, vescovo
- San Finan di Lindisfarne (di Iona), vescovo
- San Fintan, abate di Cluain Ednech
- San Flaviano di Costantinopoli, patriarca
- San Lupiano di Poitiers, confessore
- San Mesrop Mashtots, dottore della Chiesa armena
- San Pietro Yu Chong-nyul, martire coreano
- San Silvino di Therouanne, vescovo
- San Teodoro di Amasea, soldato e martire
- Santi martiri concordiesi
- Beato Antonio Leszczewicz, sacerdote e martire
- Beata Elisabetta Sanna, vedova, terziaria francescana
- Beato Federico da Berga (Martino Tarrés Puigpelat), sacerdote cappuccino, martire
- Beato Luca Belludi, francescano

Religione romana antica e moderna:
- Quirinalia
- Fornacalia, undicesimo e ultimo giorno
- Settimo giorno dedicato ai Mani Familiari (dies parentalis)